# Viola alicus
Viola alicus är en fjärilsart som beskrevs av William Schaus 1902. Viola alicus ingår i släktet Viola och familjen tjockhuvuden. Inga underarter finns listade i Catalogue of Life.